# Punta del Puig (l'Espluga de Francolí)
La Punta del Puig és una muntanya de 682 metres que es troba a la serra de Vilobí, entre els municipis de l'Espluga de Francolí i Vimbodí i Poblet, a la comarca de la Conca de Barberà i de Fulleda, a la comarca catalana de les Garrigues.